# Sunshine
Sunshine是由5位来自中国大陸安徽省亳州市的少女组成的草根青少年偶像团体组合，于2015年12月15日出道并且发行网络单曲《甜蜜具现式》。在2016年春节期间经中國網站新浪微博用户「娱八婆」于2016年2月11日新浪微博发布后，由于成员外貌和演唱能力與普遍定義的偶像团体存在極大的差异，从而引起中国大陸网络热议。

## 组合成员
原队长Abby，成员Abby、Nancy、Cheryl、Cindy、Dora是来自安徽亳州市高一同班同学，因为对音乐的爱好自发组成组合。
2016年因不滿原公司信念音樂不正當競爭行為和利益分配問題，Abby、Cindy、Dora三人提出解约並另名3unshine開展活動。

## 网络热议
当红少男组合TFBOYS在2016年登上中央电视台春节联欢晚会以后影响力迅速扩大。在此之后网络上出现了效仿的草根组合Sunshine，由于成员外貌与所声称女子TFBOYS存在巨大反差，网络大众普遍认为降低了艺人出道的门槛。经由社交媒体广泛转发后影响力迅速扩大，引发广泛评论以及恶搞。

## 相关事件
同一时期在网络宣布出道还有草根少男组合Nice男团以及少女组合Love-wings等团体。这些团体成员均具有与Sunshine组合成员类似的特点，即于一般大众审美看来低于通常意义上的偶像团体甚至普通大众的外貌水平，并且以当红偶像组合TFBOYS为目标和对手等。

## 音乐作品

### 单曲
| #   | 資料                                                   | 曲目                     |
| --- | ------------------------------------------------------ | ------------------------ |
| 1st | 《甜蜜具现式》 發行日期：2015年12月 語言：普通話       | 甜蜜具现式               |
| 2nd | 《随时随地拍拍拍》 發行日期：2016年3月8日 語言：普通話 | 乐视网《颜值大战》主题曲 |
| 3rd | 《两小无猜》 發行日期：2016年3月9日 語言：普通話       | 同名网络剧宣传歌曲       |

## 参見
- 網路爆紅現象
- 傳媒暴力研究